# Paraguays herrlandslag i fotboll
Paraguays herrlandslag i fotboll spelade sin första officiella landskamp den 11 maj 1919, då man föll med 1–5 mot Argentina i Asunción.

## VM i fotboll
År 1930 var Paraguay en av de första nationerna att vara med i VM. I första matchen förlorade man med 0–3 mot USA, men tog andraplatsen efter 1–0 mot Belgien. Det räckte dock inte att gå vidare då bara gruppettan gick vidare. Nästa VM spelades 1950. Paraguay klarade 2–2 mot blivande bronsmedaljörerna Sverige men förlorade den avslutande matchen med 0–2 mot Italien och ännu en gång var Paraguay utslaget och man slutade sist i gruppen. År 1958 var Paraguay med igen i VM. I sin grupp med Skottland, blivande bronsmedaljörerna Frankrike och Jugoslavien slutade man trea. Förlusten mot Frankrike kostade och då räckte inte 3–3 mot Jugoslavien och seger mot Skottland (3–2).
Efter flera VM-missar var Paraguay tillbaka 1986. I första matchen tog man en 1–0-seger mot Irak och 1–1 mot hemmalaget Mexiko och 2–2 mot Belgien räckte att ta Paraguay för första gången till andra omgången. I åttondelsfinalen hade Paraguay ingen chans mot England som vann med 0–3. År 1998 hade man bland andra med sig målvakten Chilavert som bara släppte in ett mål under gruppspelet. I gruppspelet fick man 0–0 mot Bulgarien och Spanien innan man slog ett reservbetonat Nigeria med 3–1. I åttondelsfinalen fick man hemmalaget och blivande världsmästarna Frankrike där man pressade de till förlängning. När sju minuter återstod skulle Paraguay förbereda sig för straffar men Laurent Blanc gjorde ett golden goal och skickade hem Paraguay från VM. 
År 2002 var man med och hade Cesare Maldini som tränare. I första matchen fick man 2–2 mot Sydafrika och i andra matchen förlorade man med 1–3 mot Spanien. I den sista gruppspelsmatchen vann man 3–1 mot Slovenien och man kom till åttondelsfinal mot blivande finalisterna Tyskland. När två minuter återstod förberedde sig alla för förlängning, men Oliver Neuville slog Paraguay ut ur VM med matchens enda mål. År 2006 misslyckades Paraguay i VM. Efter två 0–1-förluster mot England och Sverige var man redan utslagen och 2–0-vinsten mot nykomlingen Trinidad och Tobago var förgäves.

## Meriter
- VM i fotboll: 1930, 1950, 1958, 1986, 1998, 2002, 2006, 2010
- Copa América: mästare 1953, 1979
- Olympiska spelen: 1992, 2004

## Kända spelare
- Carlos Gamarra
- José Luis Chilavert
- Roque Santa Cruz
- Justo Villar
- Óscar Cardozo
- Miguel Almirón